# Lasianthus flavihirtus
Lasianthus flavihirtus är en måreväxtart som beskrevs av Hua Zhu. Lasianthus flavihirtus ingår i släktet Lasianthus och familjen måreväxter. Inga underarter finns listade i Catalogue of Life.